# Bolitoglossa suchitanensis
Bolitoglossa suchitanensis е вид земноводно от семейство Безбелодробни саламандри (Plethodontidae).

## Разпространение и местообитание
Този вид е разпространен в Гватемала.
Обитава гористи местности и склонове в райони със субтропичен климат.